# إندرية
الإندرية (الاسم العلمي: Indriidae) هي فصيلة من الحيوانات تتبع رتبة الرئيسيات من طائفة الثدييات.

## التصنيف
- أسرة الإندراوات (الاسم العلمي:Indriinae):
  - الإندري (الاسم العلمي:Indri)
  - السيفاكا (الاسم العلمي:Propithecus)
  - الليمور الصوفي (الاسم العلمي:Avahi)
- أسرة السيفاكاوات الأحفورية المنقرضة (الاسم العلمي:‡Palaeopropithecinae):
  - الباباكوتيا (الاسم العلمي:‡Babakotia) (منقرض)
  - الإندري القديم (الاسم العلمي:‡Archaeoindris) (منقرض)
  - السيفاكا الأحفوري (الاسم العلمي:‡Palaeopropithecus) (منقرض)
  - السيفاكا الوسيط (الاسم العلمي:‡Mesopropithecus) (منقرض)
- أسرة الليموراوات القديمة المنقرضة (الاسم العلمي:‡Archaeolemurinae):
  - الليمور القديم (الاسم العلمي:‡Archaeolemur) (منقرض)
  - الليمور القردي (الاسم العلمي:‡Hadropithecus) (منقرض)